# Weld El 15
Weld El 15, né Ala Edine Yacoubi en 1988 à Tunis, est un rappeur tunisien.

## Biographie
En juin 2013, il est condamné à deux ans de prison pour avoir insulté la police avec sa chanson Boulicia Kleb (« Les flics sont des chiens »). En septembre 2014, il est nommé par le Groupe de la Gauche au Parlement européen pour le prix Sakharov, avec le rappeur marocain El Haqed et le blogueur égyptien Alaa Abdel Fattah. Le mois suivant, la nomination est cependant retirée après une controverse sur certains tweets publiés par Abdel Fattah en 2012, au moment de la guerre de Gaza.
En mai 2018, Weld El 15 est expulsé de France pour mauvaise conduite et consommation de drogue à domicile ; il est maintenu en liberté conditionnelle suivie de l'expulsion le 31 mai.

## Discographie
- Boulicia Kleb (2012)
- Khali Elberah Wrak avec Lil K (2018)
- Boy (2019)
- Vampire (2019)
- Snitch (2019)
- GG5ra (2019)
- Maria (2019)[6]
- Very Nice (2020)
- Fi Houmti (2020)
- Salamet avec Ala (2020)
- Pyramide (2020)
- Balawi (2021)
- Beha N3ich avec Si Lemhaf (2021)

## Filmographie
- Clash Tunisie (2015)
- Éclipses (2016)
- Route vers El Kef (2021)
- Cali (2021)[7]
- Harga (ar) (2022)